# PC Hawkeye Falls in Love
PC Hawkeye Falls in Love è un cortometraggio muto del 1912 scritto, interpretato e diretto da Hay Plumb, qui al suo debutto come regista.
Non si conoscono altri dati del film, andato distrutto nel 1924 dallo stesso produttore, Cecil M. Hepworth che, in gravi difficoltà finanziarie, giunse a tanto per poter recuperare il nitrato d'argento della pellicola.

## Trama
PC Hawkeye si innamora di una ragazza, la corteggia, le fa una serenata per poi scoprire che lei è già maritata.

## Produzione
Il film fu prodotto dalla Hepworth.

## Distribuzione
Distribuito dalla Hepworth, il film - un cortometraggio di circa 152 metri - uscì nelle sale cinematografiche britanniche nell'aprile 1912.